# Giro dell'Appennino 2010
Il Giro dell'Appennino 2010, settantunesima edizione della corsa e valida come evento del circuito UCI Europe Tour 2010 categoria 1.1, fu disputata il 25 aprile 2010, per un percorso totale di 187 km. Fu vinta dal croato Robert Kišerlovski, al traguardo con il tempo di 4h26'19" alla media di 42,13 km/h.
Al traguardo 62 ciclisti portarono a termine il percorso.

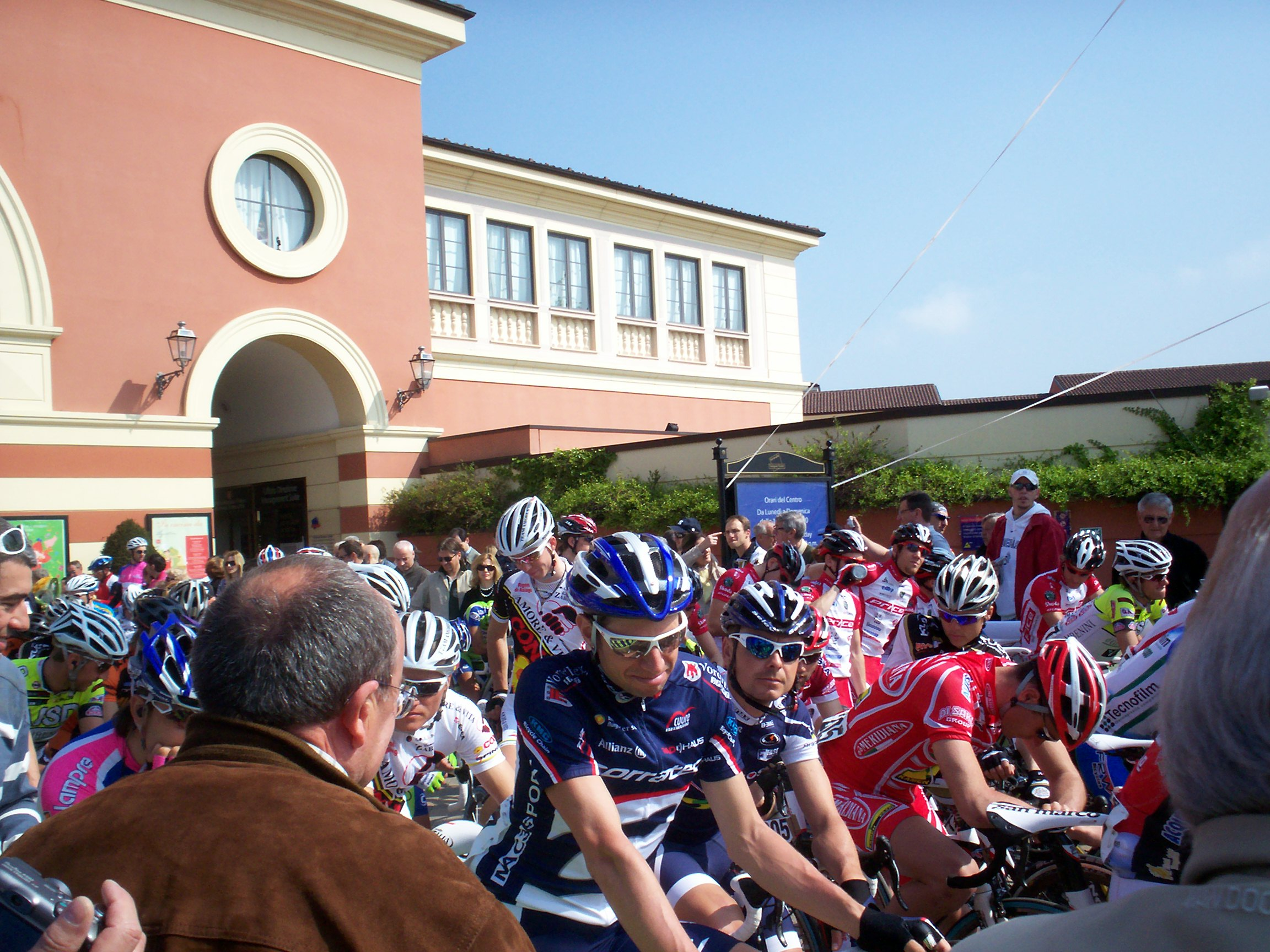
i corridori alla partenza presso l'outlet di Serravalle

## Ordine d'arrivo (Top 10)
| Pos. | Corridore            | Squadra       | Tempo    |
| ---- | -------------------- | ------------- | -------- |
| 1    | Robert Kišerlovski   | Liquigas      | 4h26'19" |
| 2    | Domenico Pozzovivo   | Colnago       | s.t.     |
| 3    | Alessandro Bertolini | Androni Gioc. | a 1'29"  |
| 4    | Giovanni Visconti    | ISD-Neri      | s.t.     |
| 5    | Damiano Caruso       | De Rosa       | s.t.     |
| 6    | Jackson Rodríguez    | Androni Gioc. | s.t.     |
| 7    | Pasquale Muto        | Miche         | s.t.     |
| 8    | Reto Hollenstein     | Vorarlberg    | s.t.     |
| 9    | Carlos José Ochoa    | Androni Gioc. | s.t.     |
| 10   | Sergio Pardilla      | Carmiooro     | s.t.     |